# Société américaine d'aquarelle
La Société américaine d'aquarelle (en anglais : American Watercolor Society) fondée en 1866, est une organisation à but non lucratif destinée à la promotion de la peinture à l'aquarelle aux États-Unis.

## Activités
La société américaine d'aquarelle évalue le travail d'un peintre avant de lui accorder l'admission à la société en tant que membre actif. L'appartenance à la société est considérée comme une indication du fait que le peintre a un style cohérent et qu'il a fait preuve d'une habileté considérable dans le médium. La technique de la transparence dans les œuvres des aquarellistes est reconnue. C'est une technique dans laquelle la surface du papier apparait à travers la peinture. Le candidat doit généralement démontrer qu'il a déjà remporté des prix dans plusieurs expositions d'art pour être admis. Ce type d'appartenance à la société, en général, est signalé par « AWS » à la suite du nom du peintre dans les documents promotionnels et les biographies.

## Histoire
La société est fondée en 1866 par 11 peintres et est à l'origine connue sous le nom d'American Society of Painters in Water Colors,. Au départ, la société a du mal à recruter de nouveaux membres, en partie parce que certains artistes de l'époque s'opposent au fait que la société accepte les femmes. Le club d'aquarelle de New York fusionne avec la société en 1941.

### Club d'aquarelle de New York

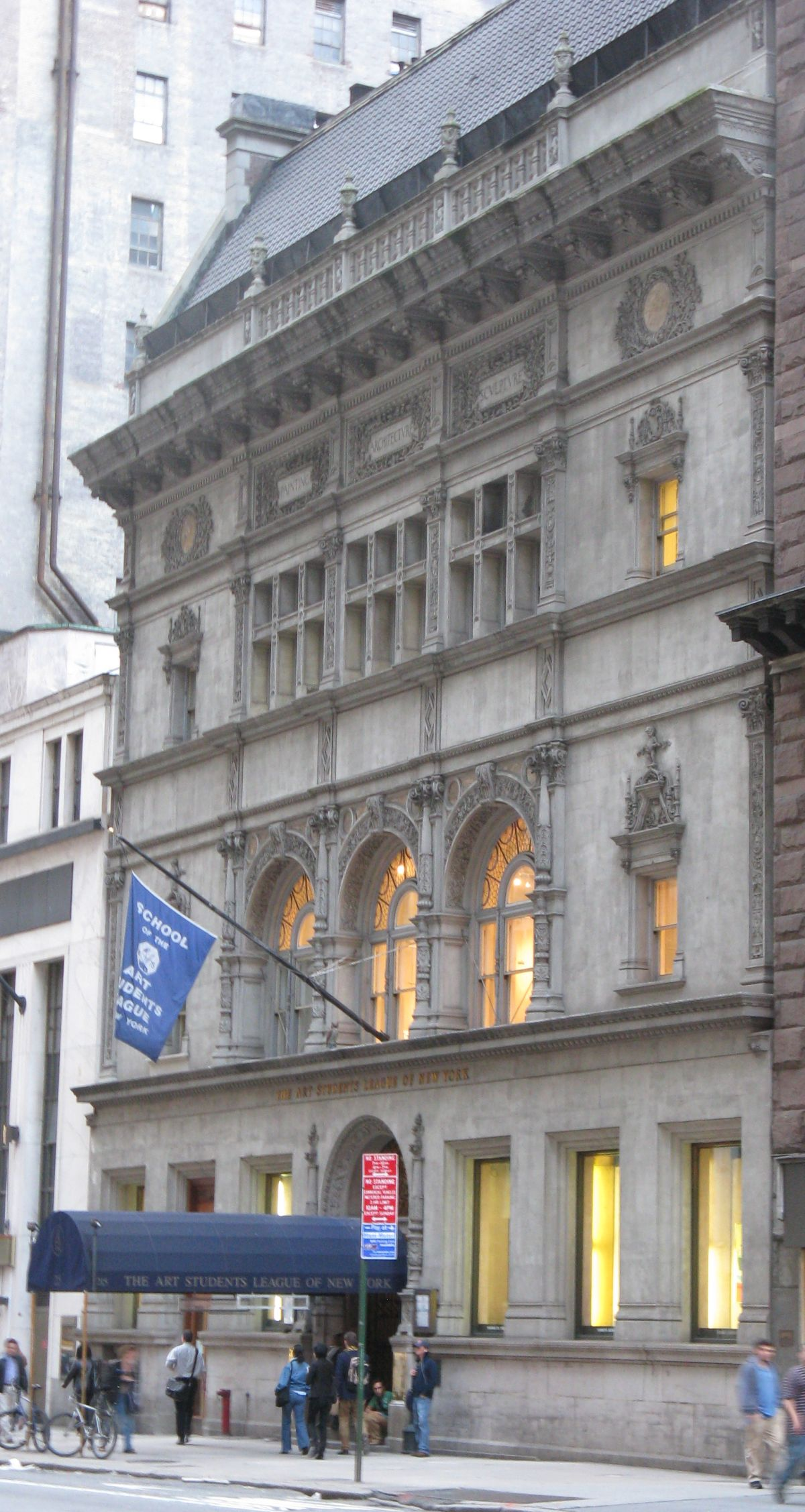
L'American Fine Arts Building, où le club avait son siège et tenait ses expositions annuelles.

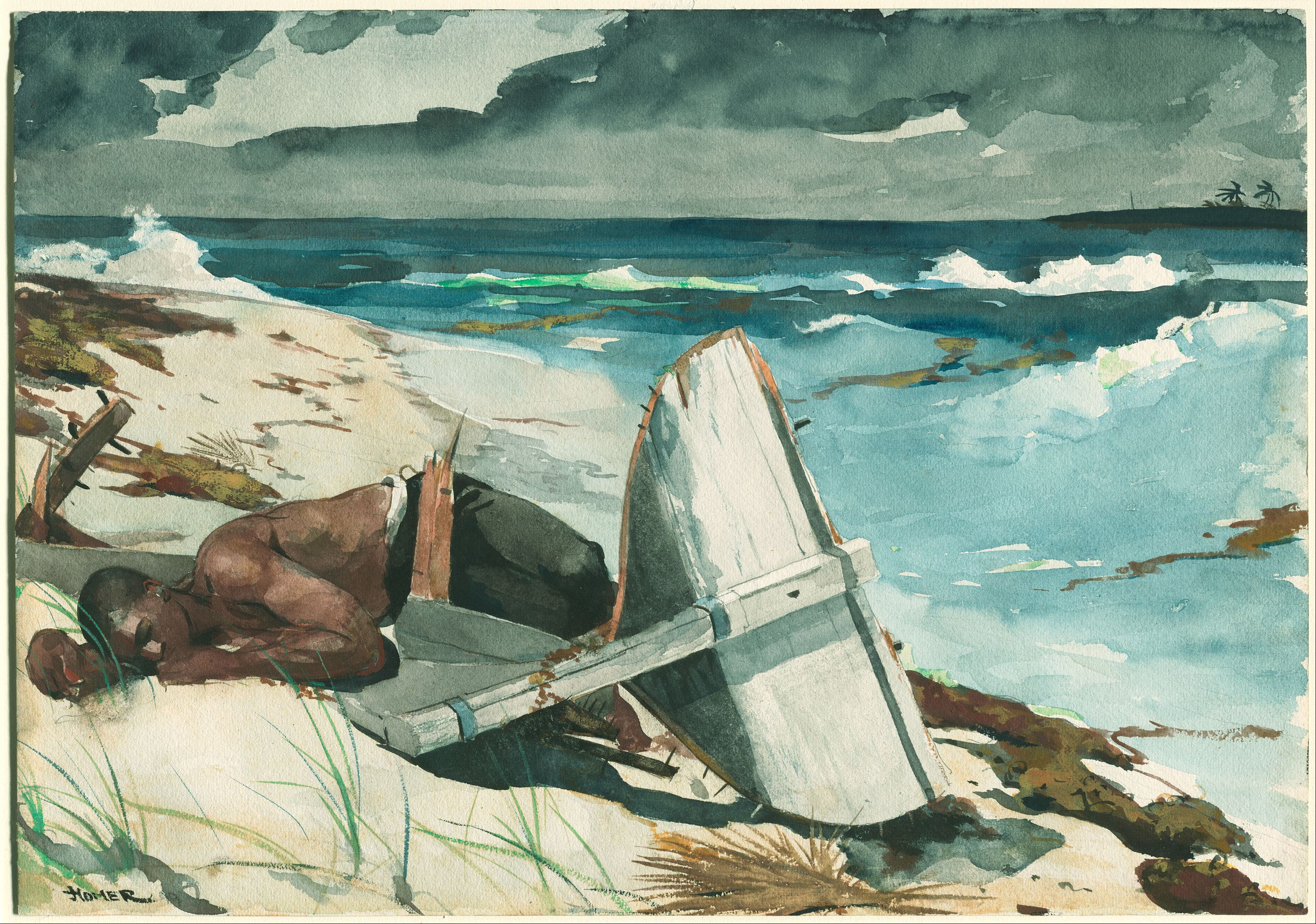
Winslow Homer, After the Hurricane, Bahamas, 1899, aquarelle montrée à l'exposition du New York Watercolour Club en 1902.

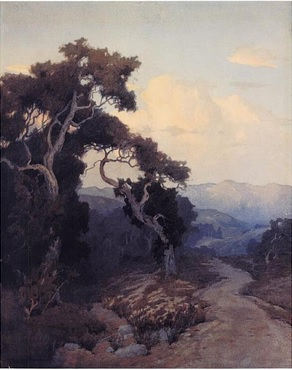
Marion Wachtel, Sunset Clouds, 1904.

Le club d'aquarelle de New York (en anglais : New York Watercolour Club abrégé NYWC) fondé en 1890, accepte les artistes hommes et femmes comme membres et dirigeants, et tient sa première exposition cette année-là. Childe Hassam est le premier président de l'organisation. Le NYWC est organisé pour contrer le refus de la société américaine d'aquarelle d'accepter des femmes membres et d'organiser une exposition annuelle à l'automne. Par rapport à la société américaine d'aquarelle, le NYWC organise des expositions sélectionnées par un jury, ce qui signifie des normes plus strictes. Le club a des membres et des officiers mixtes, alors que la société américaine d'aquarelle n'a accepté les femmes comme membres de leur organisation qu'en 1897,.
Son siège et le site de l'exposition annuelle se trouvaient dans l'American Fine Arts Building. Le club est représenté à la fédération des Beaux-Arts de New York et avec d'autres organisations artistiques et architecturales au conseil d'administration de la National Academy Association. En 1918, le club compte 175 membres et expose 581 œuvres de 301 artistes lors de son exposition annuelle. Sur les 581 œuvres d'art, 501 sont des aquarelles.
Le club fusionne ses lieux d'expositions avec la société américaine d'aquarelle entre 1922 et 1931. Les deux organisations fusionnent, et créent la société américaine d'aquarelle en janvier 1941. La fusion est dirigée par Roy Henry Brown, président de la société américaine d'aquarelle.
Ses dossiers sont archivés aux Archives of American Art.
Catherine Tharp Altvater (en), née en 1907 et morte en 1984 est la première femme à occuper un poste dans la société. En 2008, Jim McFarlane succède à Janet Walsh à la présidence.

#### Membres
Les membres influents au sein de l'organisation étaient :[pas clair]
- William Merritt Chase[4] ;
- William C. Fitler, époux de Claude Raguet Hirst (en), cofondatrice du club[6] ;
- John LaFarge ;
- Rhoda Holmes Nicholls est vice-présidente, membre de la sélection du jury ;
- Emily Maria Scott (en), née en 1832 et morte en 1915, artiste ;
- Alex F. Yaworski, né en 1907 et mort en 1997), artiste.